# Anthony Birchak
Anthony Birchak (Tucson, 16 de maio de 1986) é um lutador americano de artes marciais mistas, atualmente competindo no peso galo do Ultimate Fighting Championship.

## Início
Nascido e criado em Tucson, Arizona, Birchak foi um condecorado lutador de wrestling amador pela Sahuarita High School. Ao se formar no ensino médio, Birchak foi estudar na Grand Canyon University onde ele se formou em comunicações visuais. Sua esposa Mercedes White trabalha como sua empresária. Juntos eles abriram uma academia de MMA chamada TOROTech MMA.

## Carreira no MMA

### Primeiros anos
Birchak fez sua estreia no MMA profissional em 2009 competindo em organizações regionais no sudoeste dos Estados Unidos, antes de fazer uma luta no Bellator 41 onde ele venceu Tyler Bialecki por finalização. Após 7 lutas e dois títulos em circuitos regionais, onde ele acumulou um cartel de 11-1, Birchak assinou com o UFC no verão de 2014..

### Ultimate Fighting Championship
Birchak fez sua estreia contra Ian Entwistle em 13 de dezembro de 2014 no UFC on Fox 13. Birchak perdeu por finalização no primeiro round.
Ele enfrentou Joe Soto em 6 de junho de 2015 no UFC Fight Night 68. Birchak venceu por nocaute no primeiro round.
Birchak em seguida enfrentou Thomas Almeida em 7 de novembro de 2015 no UFC Fight Night 77. Ele perdeu por nocaute no primeiro round.
Birchak em seguida enfrentou Dileno Lopes em 7 de julho de 2016 no UFC Fight Night 90. Ele venceu por decisão dividida.
Apesar de vencer sua última luta, o UFC não renovou com Birchak e ele foi liberado pela organização em Fevereiro de 2017..

### Carreira Pós-UFC

#### Rizin FF
Birchak assinou com a Rizin Fighting Federation após ser liberado do UFC. Ele fez sua estreia contra Tatsuya Kawajiri ontem 16 de abril de 2017 no Rizin FF 5. Ele perdeu por decisão unânime.
Birchak em seguida enfrentou Takafumi Otsuka na primeira fase do Grand Prix dos galos em 30 de julho de 2017 no Rizin 6. Ele perdeu por decisão dividida.

#### Combate Americas
Birchak enfrentou Adam Martinez no Combate Americas Mexico vs. USA em 13 de outubro de 2018. Ele venceu por nocaute técnico no primeiro round.

#### LFA
Birchak fez sua estreia no LFA 72 contra Raphael Montini de Lima em 26 de julho de 2019. Ele venceu por finalização no primeiro round.

#### Retorno ao UFC
Birchak é esperado para enfrentar Gustavo Lopez, substituindo Felipe Colares, em 7 de novembro de 2020 no UFC Fight Night: Santos vs. Teixeira.

## Cartel no MMA
| Cartel no MMA   |             |            |
| 23 lutas        | 15 vitórias | 8 derrotas |
| Por nocaute     | 5           | 2          |
| Por finalização | 7           | 3          |
| Por decisão     | 3           | 3          |

| Res.    | Cartel | Oponente                | Método                               | Evento                                        | Data       | Round | Tempo | Local                     | Notas                               |
| ------- | ------ | ----------------------- | ------------------------------------ | --------------------------------------------- | ---------- | ----- | ----- | ------------------------- | ----------------------------------- |
| Derrota | 15-8   | Tony Gravely            | Nocaute Técnico (soco)               | UFC on ESPN: Whittaker vs. Gastelum           | 17/04/2021 | 2     | 1:31  | Las Vegas, Nevada         |                                     |
| Derrota | 15-7   | Gustavo Lopez           | Finalização (mata leão)              | UFC Fight Night: Santos vs. Teixeira          | 07/11/2020 | 1     | 2:43  | Las Vegas, Nevada         | Retorno ao UFC.                     |
| Vitória | 15-6   | Raphael Montini de Lima | Finalização (mata leão)              | LFA 72: Madrid vs. Harris                     | 26/07/2019 | 1     | 1:34  | Phoenix, Arizona          |                                     |
| Vitória | 14-6   | Adam Martinez           | Nocaute Técnico (socos)              | Combate 26: Mexico vs. USA                    | 13/10/2018 | 1     | 0:51  | Tucson, Arizona           |                                     |
| Derrota | 13-6   | Jae Hoon Moon           | Decisão (dividida)                   | Rizin World Grand Prix 2017: 2nd Round        | 29/12/2017 | 3     | 15:00 | Saitama                   |                                     |
| Derrota | 13-5   | Takafumi Otsuka         | Decisão (dividida)                   | Rizin Bantamweight World Grand Prix 2017      | 30/07/2017 | 2     | 5:00  | Saitama                   |                                     |
| Derrota | 13-4   | Tatsuya Kawajiri        | Decisão (unânime)                    | Rizin 2017 in Yokohama: Sakura                | 16/04/2017 | 2     | 15:00 | Yokohama                  |                                     |
| Vitória | 13-3   | Dileno Lopes            | Decisão (dividida)                   | UFC Fight Night: dos Anjos vs. Alvarez        | 07/07/2016 | 3     | 5:00  | Las Vegas, Nevada         |                                     |
| Derrota | 12-3   | Thomas Almeida          | Nocaute (soco)                       | UFC Fight Night: Belfort vs. Henderson III    | 07/11/2015 | 1     | 4:22  | São Paulo                 |                                     |
| Vitória | 12-2   | Joe Soto                | Nocaute (socos)                      | UFC Fight Night: Boetsch vs. Henderson        | 06/06/2015 | 1     | 1:37  | New Orleans, Louisiana    |                                     |
| Derrota | 11-2   | Ian Entwistle           | Finalização (chave de calcanhar)     | UFC on Fox: dos Santos vs. Miocic             | 13/12/2014 | 1     | 1:04  | Phoenix, Arizona          | Estreia no UFC.                     |
| Vitória | 11-1   | Tito Jones              | Finalização (mata leão)              | MFC 38                                        | 04/10/2013 | 2     | 3:30  | Edmonton, Alberta         | Ganhou o Cinturão Peso Galo do MFC. |
| Vitória | 10-1   | Ryan Benoit             | Decisão (unânime)                    | MFC 37                                        | 10/10/2013 | 3     | 5:00  | Edmonton, Alberta         |                                     |
| Vitória | 9-1    | Matt Leyva              | Nocaute Técnico (socos)              | JMMAS: Jackson's MMA Series 10                | 01/12/2012 | 1     | 1:22  | Albuquerque, New Mexico   |                                     |
| Vitória | 8-1    | Roman Salazar           | Nocaute Técnico (socos)              | Coalition of Combat: Clash of the Titans      | 02/06/2012 | 3     | 1:38  | Phoenix, Arizona          |                                     |
| Vitória | 7-1    | John Green              | Nocaute Técnico (socos)              | Xtreme Combat Promotions: Burlington Beatdown | 28/04/2912 | 2     | 2:14  | Winooski, Vermont         |                                     |
| Derrota | 6-1    | George Clay             | Finalização (mata leão)              | AFC: Amazon Forest Combat 1                   | 14/09/2011 | 1     | 1:29  | Manaus                    |                                     |
| Vitória | 6-0    | Carlos Ortega           | Decisão (unânime)                    | RITC: Rage in the Cage 153                    | 16/07/2011 | 3     | 3:00  | Chandler, Arizona         |                                     |
| Vitória | 5-0    | Tyler Bialecki          | Finalização (estrangulamento d'arce) | Bellator 41                                   | 16/04/2011 | 1     | 4:06  | Atlantic City, New Jersey |                                     |
| Vitória | 4-0    | Austin Apollos          | Finalização (triângulo de mão)       | RITC: Rage in the Cage 150                    | 19/03/2011 | 1     | 2:36  | Chandler, Arizona         |                                     |
| Vitória | 3-0    | Matt Betzold            | Finalização (triângulo)              | WFF: World Fighting Federation                | 16/10/2010 | 2     | 1:12  | Tucson, Arizona           |                                     |
| Vitória | 2-0    | Gio Arvizu              | Finalização (chave de braço)         | WFF: World Fighting Federation                | 24/04/2010 | 1     | 1:30  | Tucson, Arizona           |                                     |
| Vitória | 1-0    | Michael Poe             | Finalização (mata leão)              | Ringside Ultimo Fighting                      | 04/07/2009 | 1     | 1:18  | Nogales, Arizona          | Estreia nos Galos.                  |